# Spintharus gracilis
Spintharus gracilis là một loài nhện trong họ Theridiidae.
Loài này thuộc chi Spintharus. Spintharus gracilis được Eugen von Keyserling miêu tả năm 1886.